# FilmDistrict

FilmDistrict — незалежна американська кінокомпанія, що розміщується у Лос-Анджелесі, яка займається придбанням, дистрибуцією, виробництвом і фінансуванням кінофільмів. Кінокомпанію «FilmDistrict» було засновано у вересні 2010 Пітером Шлесселем у партнерстві з Ґремом Кінґом і Тімоті Гедінгтоном.

## Опис
Компанія концентрує свої зусилля на якнайповнішому представленні різножанрових фільмів відомих кінематографістів і з яскравим акторським складом. Хоч компанію було засновано лише 2010 року — FilmDistrict має управлінців-професіоналів із чималим досвідом роботи на ринку, і, в цілому, добре орієнтується у попиті на фільми. Лише два проєкти не окупили свого кошторису, зате більшість — набагато перевершили вкладені у них кошти: наприклад, фільм жахів «Прихований» 2010 року, який окупив кошторис у півтора мільйона доларів майже у 100 разів. Незалежна структура власності компанії дозволяє FilmDistrict бути інноваційною і гнучкою на ринку, не коритися кон'юнктурі чи смакам засновника; хоча, уже можна окреслити чітку жанрову специфіку. FilmDistrict планує поширювати, у середньому, від шести до восьми фільмів на рік.
Забезпечує показ обраних фільмів у кінотеатрах як від імені GK Films (це компанія Ґрема Кінґа, одного зі співзасновників), так і самостійно. З компанією «Sony» (її підрозділом Sony Pictures Worldwide Acquisitions) «FilmDistrict» підтримує дистрибутивні стосунки, зокрема поширює різні платформи цієї фірми для домашніх розваг. Також ця компанія вкладає кошти як у безкоштовне телебачення, так і цікавиться платним інтернет-телебаченням. Зокрема, у грудні 2010 року FilmDistrict і компанія Netflix (провайдер служби «телебачення-на-вимогу») уклали угоду «Pay-TV» (про розвиток платного телебачення на території США).
У студії є також кілька фільмів, створених спільно із TriStar Pictures, починаючи із «Серфер душі» і «Петлі часу».

## Історія
Генеральний директор компанії «FilmDistrict» Пітер Шлессел створив окреме дистрибутивне відділення для релізу фільмів 2012 року. Це відділення здійснює реліз через компанію Тома Ортенберґа «Open Road Films». «Open Road» із 13 квітня 2012 року здійснював показ фільмів «Напролом»(це фантастичний бойовик продюсера Люка Бессона із Ґаєм Пірсом і Меггі Ґрейс у головних ролях). «Open Road» також здійснював реліз фільму «Червоний світанок» (рімейк однойменного фільму 1984 року) з 21 листопада 2012 року.
Третім фільмом стала комедія «Чоловік нарозхват», якій компанія здійснювала реліз із 7 грудня 2012 року. Наступним проєктом буде фільм «Паркер», реліз якого заплановано на 25 січня 2013 року.
23 березня 2012 року генеральний директор Пітер Шлессел оголосив, що компанія найняла Крістін Бірч на посаду директора з маркетингу, бо «FilmDistrict» переформовує команду з дистрибуції. Крістін працювала над фільмами «Челядь», «Реальна сталь» і «Бойовий кінь», коли вона працювала на DreamWorks Pictures. 12 квітня 2012 року Пітер Шлессел оголосив, що досвідчений адміністратор Джим Орр приєднується до команди «FilmDistrict» як новий директор із продажів. Він обіймав таку ж посаду в MGM і Paramount Pictures. На Каннському кінофестивалі 2012 року FilmDistrict купив права на дистрибуцію в США романтичного трилеру «Одним менше» і фільм жахів «Окулус». 31 травня 2012 року компанія «FilmDistrict» оголосила про залучення трьох нових керівників: Трейсі Поллард (старший віцепрезидент із креативної реклами), Бреда Ґольдберґа (головного віцепрезидента з медіа) і Анну Бекстер (головного віцепрезидента із цифрового маркетингу). FilmDistrict також оголосила, що Адріана Альпєровіча підвищено до посади виконавчого директора. 25 червня 2012 року компанія також найняла Еліссу Ґрір (ст. віцепрезидент із реклами).

## Filmography

### Дистрибуція фільмів FilmDistrict
| Назва                   | Реліз                | Примітка                 | Кошторис            | Збори                    |
| ----------------------- | -------------------- | ------------------------ | ------------------- | ------------------------ |
| Приховане               | 1 квітня 2011 р.     | Фільм FilmDistrict       | 1,5 млн $           | 97 млн $                 |
| Не бійся темряви        | 26 серпня 2011 р.    |                          | 25 млн $            | 36 993 168 $             |
| Драйв                   | 16 вересня 2011 р.   |                          | 15 млн $            | 76,2 млн $               |
| Ромовий щоденник        | 28 жовтня 2011 р.    | (виробництво GK Films)   | 45 млн $ — 50 млн $ | 23,9 млн $               |
| У краю крові та меду    | 23 грудня 2011 р.    | (виробництво GK Films)   | 13 млн $            | 303 877 $ (США — Канада) |
| Напролом                | 13 квітня 2012 р.    | (виробництво EuropaCorp) | 20 млн $            | 25,65 млн $              |
| Безпека не гарантується | 8 червня 2012 р.     |                          | 750 000 $           | 4,01 млн $               |
| Червоний світанок       | 21 листопада 2012 р. |                          | 65 млн $            | 23,430 млн $             |
| Чоловік нарозхват       | 7 грудня 2012 р.     |                          |                     |                          |

#### Нові фільми
- «Паркер» (25 січня 2013 р.)
- «Одним менше» (8 березня 2013 р.)[25]
- «Падіння Олімпу» (5 квітня 2013 р.)[26]
- «Прихований, частина 2» (30 серпня 2013 р.)[27]
- «Олдбой» (рімейк, 11 жовтня 2013 р.)[28]*

#### Фільми у процесі створення
- «Arabian Nights» (TBA)
- «Перевертень»[29] (TBA)
- «Self/less. Ціна безсмертя»[30] (TBA)
- «Окулус» (TBA)

### Власне виробництво фільмів «FilmDistrict»
- «Серфер душі» (8 квітня 2011 р.)
- «Петля часу» (28 вересня 2012 р.)
- «Зловісні мерці» (рімейк) (12 квітня 2013 р.)
- «Лише Бог прощає» (TBA)